# Tenuipalpus rhusi
Tenuipalpus rhusi är en spindeldjursart som beskrevs av Meyer 1979. Tenuipalpus rhusi ingår i släktet Tenuipalpus och familjen Tenuipalpidae. Inga underarter finns listade i Catalogue of Life.